# Résolution 306 du Conseil de sécurité des Nations unies
Membres permanents
- Chine
- États-Unis
- France
- Royaume-Uni
- URSS

Membres non permanents
- Argentine
- Burundi
- Belgique
- Italie
- Japon
- Nicaragua
- Pologne
- Sierra Leone
- Somalie
- Syrie

Résolution no 305 Résolution no 307
La résolution 306 du Conseil de sécurité des Nations unies a été adoptée lors de la 1 620e séance du Conseil de sécurité des Nations unies le 21 décembre 1971. Après avoir examiné la recommandation de nomination du secrétaire général de l'Organisation des Nations unies, le Conseil a recommandé à l'Assemblée générale que Kurt Waldheim soit nommé pour un mandat de cinq ans.
La résolution a été adoptée à l'unanimité en séance privée.